# 然·拉茨
然·拉茨 (英語：Ran Raz) 是一位专长于计算复杂性理论的计算机科学家。他现在是以色列魏茨曼科學研究學院数学与计算机科学学部的教授。
然·拉茨最著名的工作是交互式证明系统。他的引用数最多的两篇论文是：一篇Raz (1998)是关于多证明者交互证明；另一篇Raz & Safra (1997)是关于概率可验证证明.
然·拉茨曾于2002年获得保罗·埃尔德什奖(Erdős Prize)。他也曾多次获得理论计算机领域顶级会议的最佳论文奖项。他的工作Raz (2004)获得2004年STOC的最佳论文奖。他的工作 Raz & Shpilka (2004)获得2004年IEEE CCC的最佳论文奖。他的工作Moshkovitz & Raz (2008)获得2008年IEEE FOCS的最佳论文奖。

## 著名论文
- Raz, Ran; Safra, Shmuel, , : 475–484, 1997, ISBN 0-89791-888-6, doi:10.1145/258533.258641.
- Raz, Ran, , SIAM Journal on Computing, 1998, 27 (3): 763–803, doi:10.1137/S0097539795280895.
- Raz, Ran, , : 633–641, 2004, ISBN 1-58113-852-0, doi:10.1145/1007352.1007353.
- Raz, Ran; Shpilka, Amir, , : 215–222, 2004, ISBN 0-7695-2120-7, doi:10.1109/CCC.2004.1313845.
- Moshkovitz, Dana; Raz, Ran, , : 314–323, 2008, ISBN 978-0-7695-3436-7, doi:10.1109/FOCS.2008.60.

## 注记
1. ↑  Raz (1998)的引用数统计2009年2月21日: Google学术搜索: 313, ISI网页知识: 120, ACM数字图书馆: 57 + 17, MathSciNet: 53 （页面存档备份，存于）。 截至2009年2月21日，后一篇论文Raz & Safra (1997)的引用数是：Google学术搜索: 314, ACM数字图书馆: 71, MathSciNet: 59 （页面存档备份，存于）.
2. ↑  Proc. STOC 2004: "STOC 2004 Conference Awards", page x. 获得ACM STOC的最佳论文奖。
3. ↑  Proc. CCC 2004: "Awards", page x.  （页面存档备份，存于）.
4. ↑  Proc. FOCS 2008: "Foreword", page xii.  （页面存档备份，存于）.